# Kolbuszowa (gmina w dystrykcie krakowskim)
Gmina Kolbuszowa (niem. Landgemeinde Kolbuszowa) – dawna gmina wiejska funkcjonująca w latach 1943–1945 pod okupacją niemiecką w Polsce. Siedzibą gminy było miasto Kolbuszowa, które stanowiło odrębną gminę miejską.
Gmina Kolbuszowa funkcjonowała przejściowo podczas II wojny światowej w powiecie Reichshof (powiecie rzeszowskim) w Generalnym Gubernatorstwie. Utworzona została w 1943 roku przez hitlerowców z części obszarów zniesionych gmin Kolbuszowa Górna, Kolbuszowa Dolna, Dzikowiec i Cmolas, po odłączeniu od nich części obszarów i włączeniu ich do SS-Gutsbezirk Truppenübungsplatz Heidelager i Heeresgutsbezirk Truppenübungsplatz Süd Dęba w Landkreis Debica oraz do nowo utworzonej gminy Górno w Landkreis Jaroslau.
W skład gminy Kolbuszowa weszło 13 gromad (liczba mieszkańców z 1943 roku): 
- ze zniesionej gminy Kolbuszowa Górna:
  - Domatków (459 mieszkańców) – częściowo[2],
  - Kłapówka (309 mieszkańców),
  - Kolbuszowa Górna (3018 mieszkańców) – częściowo[2],
  - Kupno (1300 mieszkańców),
  - Poręby Kupieńskie (429 mieszkańców),
  - Przedbórz (195 mieszkańców) – częściowo[2],
  - Werynia (1147 mieszkańców),
  - Widełka (1996 mieszkańców);
- ze zniesionej gminy Kolbuszowa Dolna:
  - Kolbuszowa Dolna (1215 mieszkańców) – częściowo[3];
- ze zniesionej gminy Dzikowiec:
  - Dzikowiec (2465 mieszkańców) – częściowo[3],
  - Mechowiec (643 mieszkańców) – częściowo[3],
  - Płazówka (279 mieszkańców) – częściowo[4];
- ze zniesionej gminy Cmolas:
  - Zarębki (696 mieszkańców) – częściowo[3].

W marcu 1943 gmina Kolbuszowa liczyła 14.151 mieszkańców.
Gmina Kolbuszowa graniczyła od południa z gminami Sędziszów i Świlcza w powiecie Reichshof, od wschodu z gminą Głogów, od północnego wschodu z gminą Górno w Landkreis Jaroslau, od północnego zachodu z Heeresgutsbezirk Truppenübungsplatz Süd Dęba w Landkreis Debica, a od południowego zachodu z SS-Gutsbezirk Truppenübungsplatz Heidelager w Landkreis Debica.
Gminę zniesiono po wojnie, powracają do stanu administracyjnego z czasów II Rzeczypospolitej, a więc przywracając gminy Kolbuszowa Górna, Kolbuszowa Dolna, Dzikowiec i Cmolas.